# Saimiri vanzolinii
Espèce
Statut de conservation UICN

 VU D2 : Vulnérable
Statut CITES
Le Saïmiri à tête noire (Saimiri vanzolinii) est une espèce de primate de la famille des Cebidae.

## Autres noms
Saïmiri noirâtre. Blackish squirrel monkey, black squirrel monkey. Capijuba-de-boné ou mico de cheiro (Brésil).

## Taxonomie
Parfois considéré comme une sous-espèce du saïmiri commun (S. sciureus). Aujourd'hui tenu pour une espèce à part entière car les deux ne cohabitent que sur 10 km2, surface sur laquelle aucun cas d'hybridation n'a été rapporté.

## Distribution
Ouest du Brésil. Entre le Rio Japurá et le Rio Solimões, et sur les îles Tarara et Capucho (à l'embouchure du Japurá). À l'ouest jusqu'au Paraná do Jarauá. Sa distribution effective s'étend sur 533 km2.

## Hybridation
Un cas reporté sur la rive gauche du lac Téfé avec le saïmiri de Bolivie (S. boliviensis boliviensis).

## Habitat
Forêt inondable (várzea) et forêt marécageuse.

## Description
Fourrure courte et dense. Dessus du corps noirâtre (les poils noirs bien plus nombreux que les poils agouti formant une raie dorsale noirâtre continue depuis la couronne jusqu'au bout de la queue). Dessous clair. Épaules gris agouti. Avant-bras et extrémité des membres jaune doré (pas orangé). La couronne et le museau noirs contrastent violemment avec le pourtour des yeux blanc et les oreilles roses qui forment comme un masque au milieu du visage. Le plus élégant de tous les saïmiris.

## Mensurations
Corps de 28 à 32 cm. Queue de 41 à 44 cm. Poids 950 g (M) et 650 g (F). Caryotype : 2n = 44.

## Comportements basiques
Diurne. Arboricole.

## Alimentation
Frugivore-insectivore. Surtout papillons et mantes religieuses.

## Taille du groupe
Jusqu'à 50.

## Structure sociale et système de reproduction
Groupe multimâle-multifemelle. Polygamie.

## Effectifs
~ 50 000.

## Conservation
R. de Mamirauá (Brésil).

## Statut
Vulnérable.